# باد زکینگین
شهر باد زکینگین در ایالت بادن-وورتمبرگ در کشور آلمان واقع شده است.